# 大衛·吉爾伯特
大衛·布朗·吉爾伯特（David Brown Gilbert，1981年6月12日—），是一名英格蘭職業司諾克選手。吉爾伯特是來自斯塔福德郡譚沃思撞球休閒俱樂部的世界級司諾克年輕球員。吉爾伯特以前從未超過排名賽的最後16強，直到2015年國際錦標賽決賽中以5比10輸給了約翰·希金斯。2019年1月22日，他在一場冠軍聯賽的對陣斯蒂芬·馬奎爾的職業比賽中創造了第一次147次官方紀錄，但沒有觀眾出席。2019年5月4日，他在世界司諾克錦標賽半決賽的最後一局錯過了他的第一個世锦赛决赛，以16-17输给約翰·希金斯。

## 生涯決賽

### 排名賽決賽：3次（3次亞軍）
| 結果 | 年度 | 賽事       | 決賽對手    | 比數 |
| 亞軍 | 2015 | 國際錦標賽 | 約翰·希金斯 | 5–10 |
| 亞軍 | 2018 | 世界公開賽 | 馬克·威廉士 | 9–10 |
| 亞軍 | 2019 | 德國大師賽 | 奇倫·威爾森 | 7–9  |